# Prionomysis aspera
Prionomysis aspera är en kräftdjursart som beskrevs av Ii 1937. Prionomysis aspera ingår i släktet Prionomysis och familjen Mysidae. Inga underarter finns listade i Catalogue of Life.